# Atigun River
Der Atigun River ist ein 70 km langer linker Nebenfluss des Sagavanirktok River in der North-Slope-Region im Norden des US-Bundesstaats Alaska.

## Verlauf
Der Atigun River entspringt am Atigun Pass in den Endicott Mountains auf einer Höhe von etwa 1460 m. Er fließt anfangs in nördlicher Richtung durch das Bergland. Der Dalton Highway und die Trans-Alaska-Pipeline verlaufen entlang dem Flusslauf bis zum Galbraith Lake. Dort, bei Flusskilometer 19, kreuzt der Dalton Highway ein letztes Mal den Fluss. Der Atigun River wendet sich in Richtung Ostnordost und durchfließt im Anschluss die Atigunschlucht (Atigun Gorge). Der Atigun River mündet schließlich in den Sagavanirktok River.

## Hydrologie
Der mittlere Abfluss (MQ) am Galbraith Lake bei Flusskilometer 19 beträgt 9 m³/s. Die größten Abflüsse treten gewöhnlich zwischen Juni und August auf.

## Einzugsgebiet
Das Einzugsgebiet des Atigun River umfasst 862 km². Es grenzt im Osten an das des oberstrom gelegenen Sagavanirktok River, im Süden an das Einzugsgebiet des Teedriinjik River (früher: North Fork Chandalar River), im Südwesten an das des Dietrich River, rechter Quellfluss des Middle Fork Koyukuk River, sowie im Westen an das des Itkillik River, ein Nebenfluss des Colville River.

## Name
Der Flussname kommt aus der Sprache der Eskimos und wurde 1956 vom U.S. Geological Survey (USGS) erfasst.

## Flussfauna
Im Atigun River kommen die Arktische Äsche, die Dolly-Varden-Forelle, die Quappe und Coregoninae (whitefish) vor. Die Arktische Äsche kommt im gesamten oberen Flusslauf des Atigun River sowie in vielen Zuflüssen vor.